# Nanoq
 (mai 2023).
Si vous disposez d'ouvrages ou d'articles de référence ou si vous connaissez des sites web de qualité traitant du thème abordé ici, merci de compléter l'article en donnant les références utiles à sa vérifiabilité et en les liant à la section « Notes et références ».
 (mai 2023).
Nanoq (ours polaire en langue inuit) est un musée de Jakobstad, en Finlande, spécialisé dans la culture arctique et le Groenland en particulier.
Le musée accueille des expositions sur les célèbres expéditions polaires et présente de nombreux objets, par exemple du matériel de l'expédition de l'explorateur John Phipps au Svalbard vers 1770, ainsi que plusieurs artefacts liés aux aventuriers norvégiens Fridtjof Nansen et Roald Amundsen.

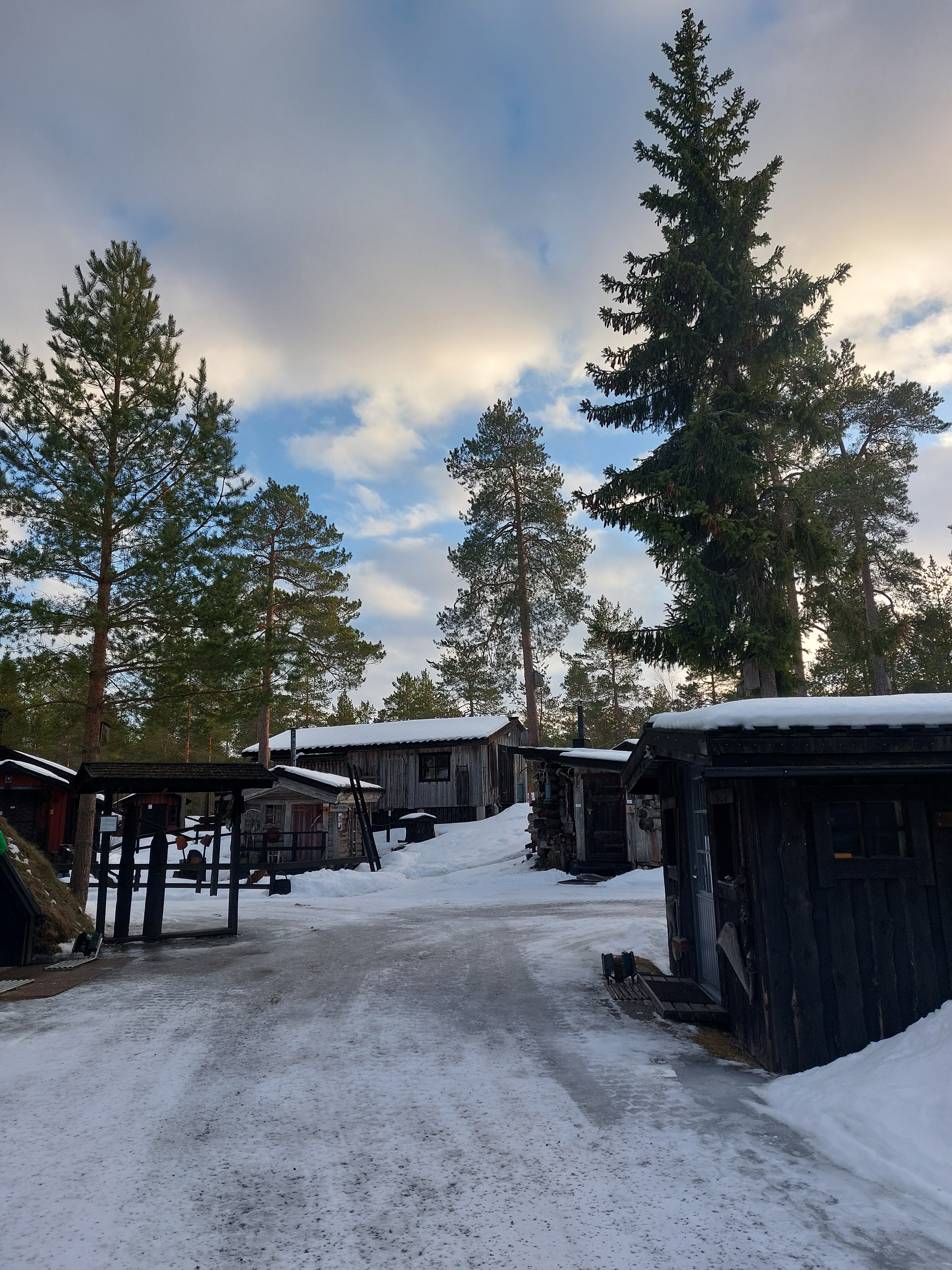
Allée principale de Nanoq en mars 2023. Les maisons qui bordent l'allée sont des abris traditionnels pour les populations arctiques de différentes régions (Groenland, Scandinavie septentrionale, Islande.. .)